# Viborg FF
El Viborg FF es un club de fútbol profesional de Dinamarca con base en la ciudad de Viborg. Juega en la Superliga danesa de Dinamarca, equiparable a la 1ª española. El nombre completo del club es Viborg Fodsports Forening (Viborg Footsport Association), pero el nombre es frecuentemente abreviado como Viborg FF o VFF. El club fue fundado en 1896, pero tuvo que esperar más de una centuria antes de ganar su primer trofeo, la Danish Cup 2000. Su más reciente participación en la Superliga Danesa inició en la temporada 1998-99 y finalizó en la temporada 2007-08 hasta su regreso en la temporada 2021-22.

## Historia

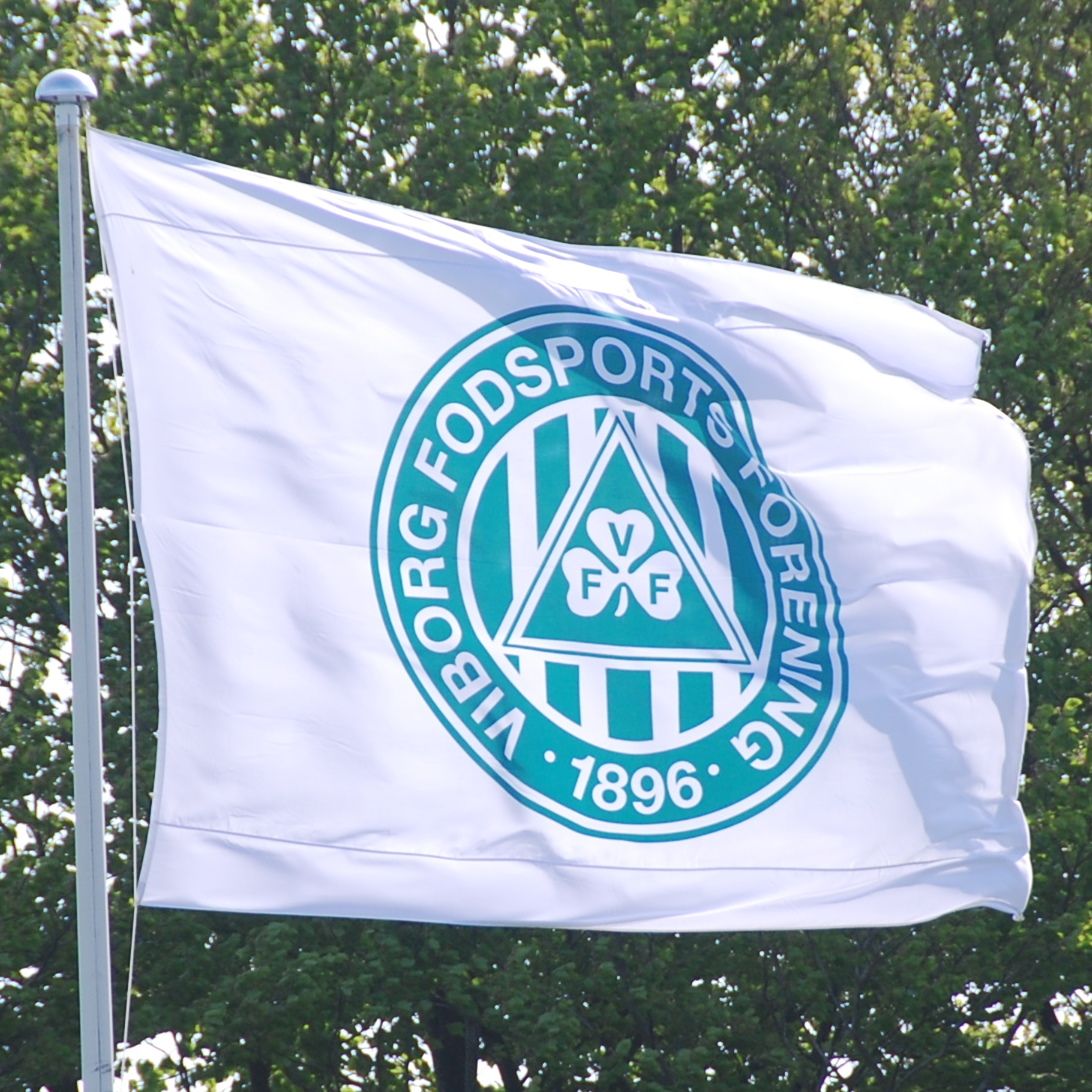
Bandera del Viborg FF.

Viborg FF fue fundado en 1896, como institución donde además de fútbol, podía practicarse gimnasia, boxeo, atletismo, levantamiento de pesas y lucha entre otros.

## Estadio

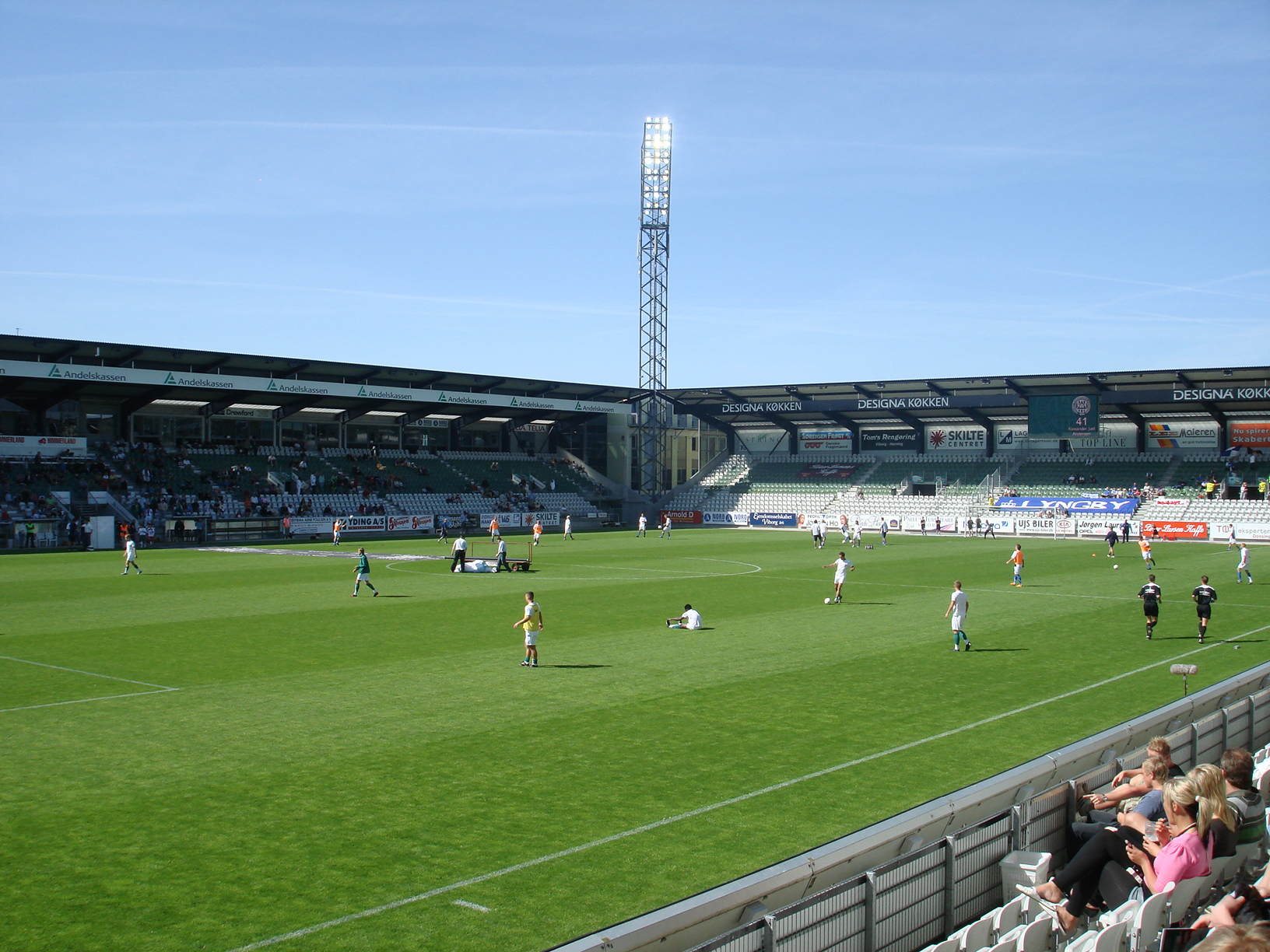
Estadio del Víborg FF

El Viborg F.F. juega de local en el Viborg Stadion. Posee una capacidad de 9,566 espectadores, todos sentados. La gradería más amplia es la del lado este (2,792 asientos) y la más pequeña la del lado sur (2,040 asientos). La medida del campo es 105 x 68 m, la misma que el estadio nacional, Parken. La luz es de 1200 de capacidad. El sonodo es de parte de la Ascon PA-system. Instalaron un sistema de enfriamiento en el campo, por lo que la UEFA lo aprobó para partidos internacionales.

## Palmarés
- Copa de Dinamarca: 1

1999/2000
- Supercopa de Dinamarca: 1

2000
- Primera División de Dinamarca: 6

1992, 1994, 1998, 2013, 2015, 2021

## Jugadores

### Números retirados
- 22 -  Søren Frederiksen, delantero, (1989–94, 1995–96, 1998, 2001–05)

## Participación en competiciones de la UEFA
| Temporada | Torneo                  | Ronda         | Club     | Casa | Visita | Global |
| --------- | ----------------------- | ------------- | -------- | ---- | ------ | ------ |
| 2022-23   | Liga Europa Conferencia | Segunda ronda | Sūduva   | 0-1  | 0-1    | 0-2    |
| 2022-23   | Liga Europa Conferencia | Tercera ronda | B36      | 3-0  | 2-1    | 5-1    |
| 2022-23   | Liga Europa Conferencia | Play-Off      | West Ham | 0-3  | 1-3    | 1-6    |